# Nguyễn Tiến Trung
Nguyễn Tiến Trung (nacido en el año 1983, en el distrito de Hung Ha, provincia de Thai Binh), es un activista por la democracia en Vietnam. Como líder de la Asamblea de Jóvenes por la Democracia vietnamita Trung ha sido uno de los disidentes políticos abiertos en Vietnam. Fue detenido el 7 de julio de 2009 por la seguridad pública de Vietnam como se alega por "conspirar para derrocar al gobierno de Vietnam", la acusación fue persistentemente rechazada a nivel nacional como a nivel internacional por parte de los analistas de Vietnam como Pham Hong Son y Carl Thayer.